# خون سا
خون سا (بالبرماوية: ခွန်ဆာ) (17 فبراير 1934 - 26 أكتوير 2007) كان قائدا عسكريا بورميا ومهربًا دوليا لمخدر الأفيون في منطقة المثلث الذهبي, وهي الحدود بين الدول الثلاث: تايلاند وميانمار ولاوس.

## حياته
وُلِد خون سا في مدينة لوي مو بولاية شان في فبراير 1934 من أب صيني وأم بورمية. تدرًب خلال شبابه مع قوات الكومينتانغ, التي كانت قد هربت من يوننان، جنوب الصين، إلى الحدود بين ميانمار وتايلاند في ولاية شان.
سنة 1963 انضم خون إلى الميليشيات المحلية الموالية للجنرال ني وين. سميت هذه الميليشيا المحلية كوا كا يي. تشكلت الميليشيات لمحاربة المتمردين الشيوعيين في ولاية شان. بدأ خون سا تداول الأفيون منذ انضمامه إلى كوا كا يي، حتى أصبح زعيم الميليشيا. نظرا لكون الأفيون مصدر تمويل سلاحه، قام خون سا بالعمل على توسيع زراعته بشكل كبير، إلى أصبح لقبه هو جنرال الأفيون.